# Erzurumspor FK

Vereinswappen welches bis zur Namensänderung in BB Erzurumspor zum Saisonstart 2014/15 verwendet wurde und das Gründungsjahr 2010 zeigt

Erzurum Futbol Kulübü ist ein türkischer Fußballverein aus der Stadt Erzurum und laut Vereinsangaben 2005 gegründet. Sie wurde 2005 in einen Betriebssportverein der Stadtverwaltung Erzurums umgewandelt und hieß etwa eine Dekade lang Erzurum Büyükşehir Belediyespor. Im Sommer 2014 wurde der Verein in die heutige Form umbenannt um so eine Assoziation zum historischen Verein Erzurumspor hervorzurufen. Neben der bekanntesten Sparte Fußball betreibt der Verein auch andere Sportarten wie Kajak und Eishockey.

## Geschichte

### Gründung
Die Gründungsgeschichte von BB Erzurumspor ist undurchsichtig und die vereinseigene Darstellung änderte sich in den letzten Jahren. Während noch bis zum Sommer 2013 als Gründungsjahr 2010 im Vereinslogo geführt wurde, änderte der Klub sein Logo und damit das Gründungsjahr in 2005 um. Einhergehend mit diesen Änderungen passte der Klub auch auf seiner offiziellen Homepage seine Vereinsgründung an die neue Version an. Nach der neuesten Auslegung datiert die Erstgründung auf das Jahr 1967 mit dem Namen Erzurum Gençler Birliği Gençlik Spor kulübü. Anschließend wurde der Verein zu einem nicht genannten Datum in Erzurum 3 Temmuz Belde Spor Gençlik Kulübü umbenannt. Mit diesem Namen spielte der Klub bis ins Jahr in den regionalen Amateurligen.

### Namensänderung in Erzurum BB und Einstieg in den Profifußball
Nach Vereinsangaben wurde der Erzurum 3 Temmuz Belde SGK 2005 von der Stadtverwaltung Erzurums aufgekauft und als Betriebssportverein in Büyükşehir Belediye Erzurumspor (kurz Erzurum BB) umbenannt. Wie das alte Vereinslogo von Erzurum BB auch suggeriert, gab der Verein als Datum dieser Vereinsübernahme lange Zeit das Jahr 2010 an. Da im Sommer 2010 mit Erzurumspor der bekannteste Verein der Stadt hoch verschuldet Insolvenz anmeldete und sich auflöste, versuchte Erzurum BB sich sofort in Erzurumspor umzubenennen und deren Nachfolge anzutreten. Obwohl der türkische Fußballverband diese Namensänderung ablehnte, nannte sich Erzurum BB auf seiner eigenen Homepage Erzurumspor, wurde auch von der regionalen Presse so genannt und übernahm auch die Vereinsfarben von Erzurumspor.
In der Saison 2010/11 nahm der Verein an der Bölgesel Amatör Lig, der höchste türkische Amateurliga, teil. In dieser Spielzeit beendete Erzurum BB die Gruppe 1 als Meister und stieg damit das erste Mal in seiner Vereinshistorie in die TFF 3. Lig auf. Dieser Aufstieg bedeutete auch die erste Teilnahme des Vereins am türkischen Profifußballbetrieb.

### Namensänderung in BB Erzurumspor
Im Sommer 2014 änderte der Klub seinen Namen ein weiteres Mal. Dieses Mal wurde die Änderung auf den Namen Büyükşehir Belediye Erzurumspor (kurz BB Erzurumspor) gewählt um so eine Assoziation zum historischen Verein Erzurumspor hervorzurufen. Nach der Verjährung der Namensrechte von Erzurumspor wird der Verein diesen Namen übernehmen.

### Aufstieg bis in die TFF 1. Lig
Am vorletzten Spieltag der Saison 2015/16 sicherte sich der Verein vorzeitig die Meisterschaft der TFF 3. Lig und dadurch den ersten Aufstieg der Vereinsgeschichte in die TFF 2. Lig. Auch nach diesem Aufstieg spielte der Klub unter dem Meistertrainer Ahmet Yıldırım von Saisonbeginn an um den direkten Aufstieg in die TFF 1. Lig und überwinterte auch als Wintermeister. Nachdem der Klub in der Hinrunde zwei Einbrüche erlebt hatte und drohte den Aufstieg zu verspielen, wurde die Zusammenarbeit mit Yıldırım beendet und mit Kemal Kılıç ein mehrmaliger Meistertrainer der TFF 2. Lig eingestellt. Unter diesem Trainer verfehlte die Mannschaft zwar den direkten Aufstieg, sicherte sich aber durch den erreichten 3. Tabellenplatz die Qualifikation für die Play-off-Phase. In den Play-offs, in denen der dritte und letzte Aufsteiger 2. Lig per K.-o.-System entschieden wurde, setzte sich die Mannschaft im Finale gegen den Lokalrivalen Gümüşhanespor mit 1:0 durch und sicherte sich die erste Teilnahme an der TFF 1. Lig.
Am 3. August 2022 wurde der Vereinsname zu Erzurumspor Futbol Kulübü umgeändert.

## Erfolge
- Play-off-Sieger der TFF 1. Lig und Aufstieg in die Süper Lig: 2017/18
- Play-off-Sieger der TFF 2. Lig und Aufstieg in die TFF 1. Lig: 2016/17
- Meister der TFF 3. Lig und Aufstieg in die TFF 2. Lig: 2015/16

## Ligazugehörigkeit
- 1. Liga: 2018–2019
- 2. Liga: 2016–2018, seit 2019
- 3. Liga: 2016–2017
- 4. Liga: 2011–2016
- Amateurligen: bis 2011

## Trainer (Auswahl)
- Hasan Çelik (Oktober 2010 – November 2011)
- Faik Demir (November 2011 – Mai 2012)
- Taşkın Güngör (August 2012 – Juli 2013)
- Yavuz İncedal (Juli 2013 – Mai 2014)
- Taşkın Güngör (September 2014 – Dezember 2014)
- Turhan Özyazanlar (Dezember 2014 – Mai 2015)
- Besim Durmuş (August 2015 – Januar 2016)
- Ahmet Yıldırım (Januar 2016 – März 2017)
- Kemal Kılıç (März 2017 – Mai 2017)
- Osman Özköylü (Juli 2017 – November 2017)
- Mehmet Altıparmak (November 2017 – September 2018)
- Mehmet Özdilek (September 2018 – März 2019)
- Hamza Hamzaoğlu (März 2019 – Mai 2019)
- Muzaffer Bilazer (März 2019 – Mai 2019)

## Präsidenten (Auswahl)
- Saim Özakalın
- Ali Demirhan
- Dilaver Yılmaz
- Hüseyin Üneş